# Geografía de Timor Oriental

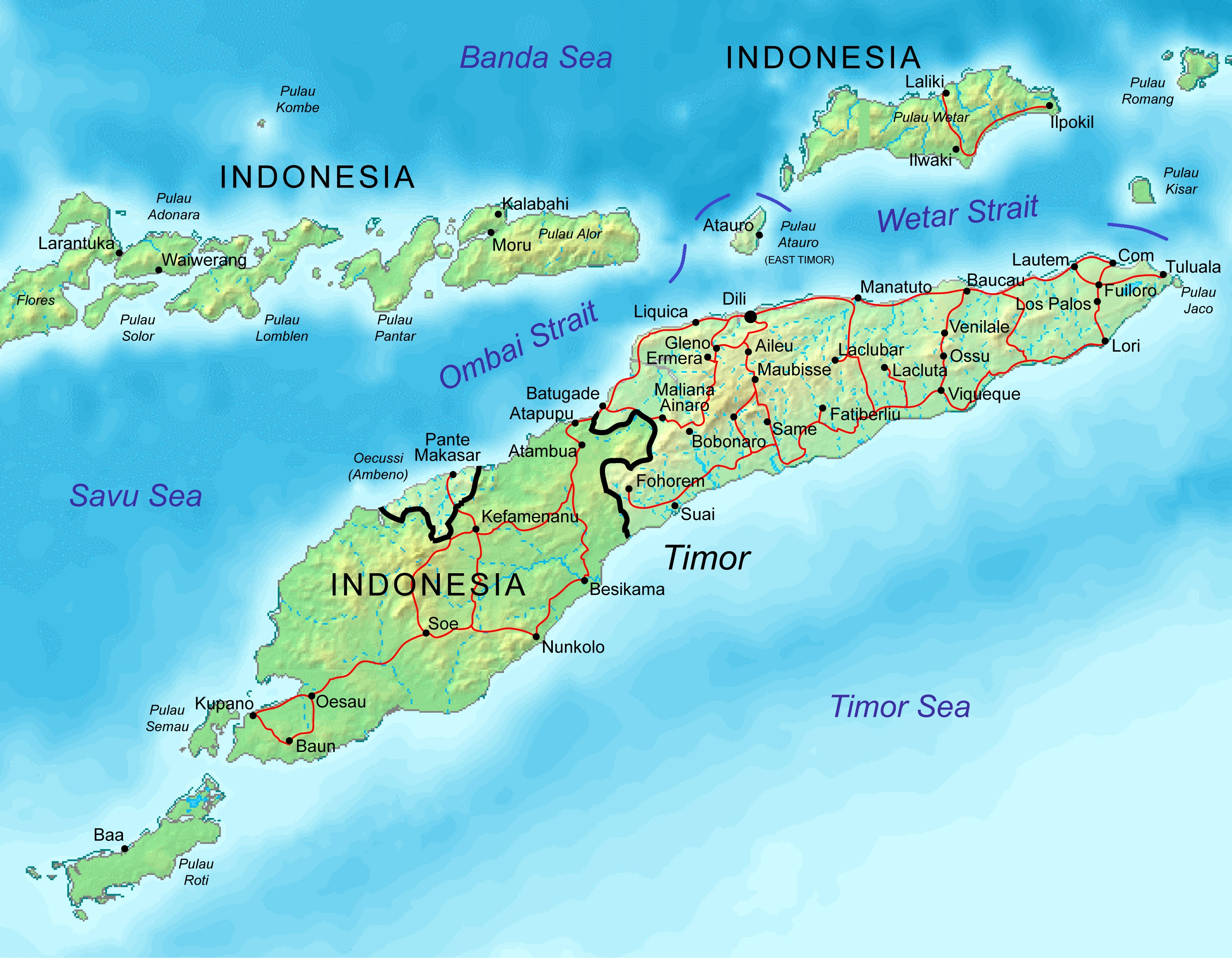
Mapa físico de Timor Oriental.

Timor Oriental es un país del sudeste de Asia, cercano a Australia, en las Islas menores de la Sonda al este del archipiélago de Indonesia. Timor Oriental incluye la mitad oriental de la isla de Timor, la región de Oecussi-Ambeno en la porción noroeste de la isla, y las islas de Atauro y Jaco.

## Localización y paisaje

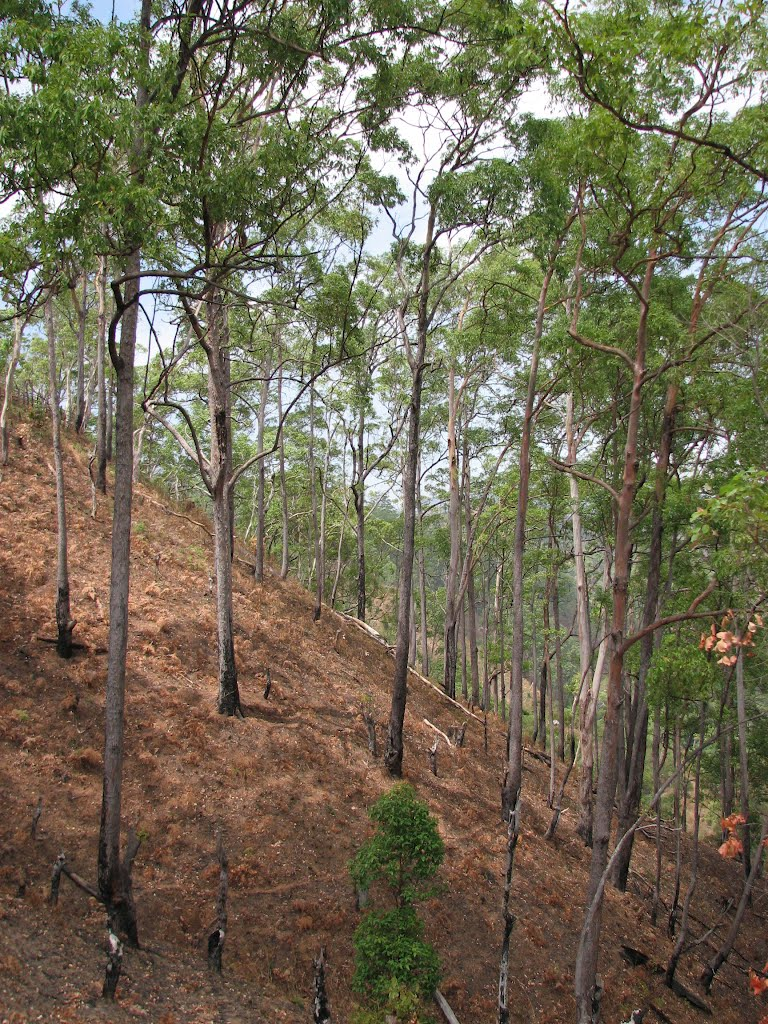
Bosque de eucaliptos en las colinas de Saboria, en el distrito de Aileu.

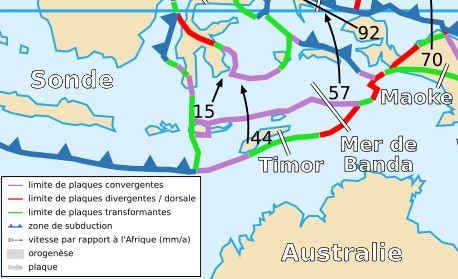
Mapa de la placa de Timor

Timor es la palabra malaya para 'este'. La isla de Timor forma parte del archipiélago malayo, y es la menor y más oriental de las islas menores de la Sonda. Al norte de la isla se encuentra el estrecho de Ombai y, al noroeste, el estrecho de Wetar, y , al sur, el mar de Timor separa la isla de Australia, mientras que al oeste hace frontera con la provincia de las Islas menores de la Sonda orientales, de Indonesia.
El este de la isla de Timor es muy accidentado, con cumbre en el monte Tatamailau, de 2963 m, en el centro de una elevada meseta. Muchas de las partes más empinadas están cubiertas de bosquetes de sándalo, que no suelen superar los diez metros de altura. En las tierras bajas hay matorrales y praderas, junto con cocoteros y eucaliptos. Hay numerosos torrentes de montaña y manantiales. Entre la fauna se encuentra el loris de Sonda, monos, ciervos, civetas, serpientes y cocodrilos.
Timor está formada por el alzamiento de una larga línea de falla, formando una cadena montañosa a lo largo de la isla que supera los 2000 m. Las cimas más altas tienen fósiles marinos y las sierras calcáreas están llenas de cuevas. La isla de Atauro se debe a la actividad de un volcán submarino. Casi la mitad de los 15.000 km² de Timor Oriental tienen una pendiente de 40.o o más, formando bellos parajes pero poco aptos para la construcción y la agricultura. El terreno escalonado combinado con las inconsistentes lluvias y los suelos pedregosos y calizos son un reto para los agricultores.
Las áreas al oeste de Baucau y en torno a Lospalos y Maliana son las únicas zonas altas llanas importantes para la agricultura. En el lado sur de la isla hay una llanura costera de 20-30 km de anchura, mientras la del norte es mucho más estrecha, con muchos lugares donde las montañas caen directamente sobre el mar, combinado con playas de finas arenas.
Muchos de los ríos de Timor Oriental se secan durante la época sin lluvias entre agosto y septiembre, y a veces provocan inundaciones cuando las lluvias son torrenciales. El único lago de cierto tamaño es el Ira Lalaro. Forma parte del área de importancia para las aves del monte Paitchau y del Parque nacional Nino Konis Santana. Su superficie puede variar entre 1 y 5 km². La zona, al este del país, es kárstica, con dolinas, valles ciegos, cuevas y manantiales. Del lago, rodeado por un bosque tropical seco, sale el río Irasiquero, que desaparece en una dolina, Mainina, a 3,5 km del lago, y no reaparece.
La biodiversidad en torno al lago es representativa de la isla. El lago y el río forman un ecosistema de humedal donde se encuentran la víbora Trimeresurus insularis, el escorpión Cercophonius squama y el cocodrilo marino.

## El arco de Banda

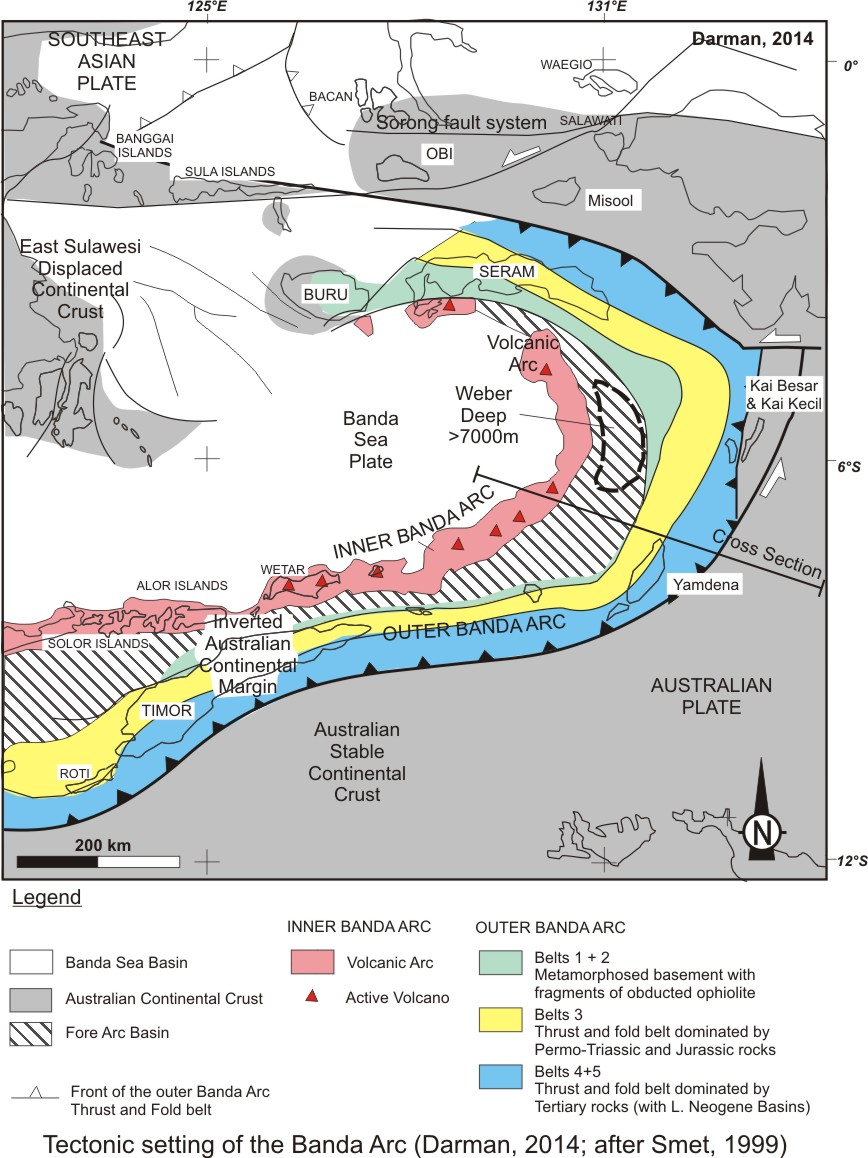
Arco de Banda, a cuyos lados se hallan la isla de Timor, al sur, y la isla de Atauro, al norte

Timor Oriental se encuentra a caballo de un arco insular conocido como arco de Banda, que existe en el este de Indonesia, en la zona de confluencia de tres placas importantes, la placa Indoaustraliana, la placa del Pacífico y la Placa euroasiática. En esa conjunción, se han formado varias placas menores. La mayor es la placa del mar de Banda, que se encuentra al norte de la placa australiana y se introduce debajo de esta, provocando la emergencia de islas a ambos lados. En el sur, donde se pliega la placa australiana, se encuentra el arco de Banda exterior, que forma islas no volcánicas. Una placa menor, la placa de Timor, al sur de la placa del mar de Banda, se introduce bajo la placa australiana, al sur, y se alza, dando lugar a la isla de Timor, pero al norte de la subducción se forma un arco de islas volcánicas, el arco de Banda interior, del que forma parte la isla volcánica de Atauro, que no tiene volcanes activos.

## Clima

Mapa de Köppen del clima de Timor Oriental. En azul oscuro, tropical mozónico; en azul claro, tropical de sabana; en calabaza, árido; en verde, templado con inviernos secos.

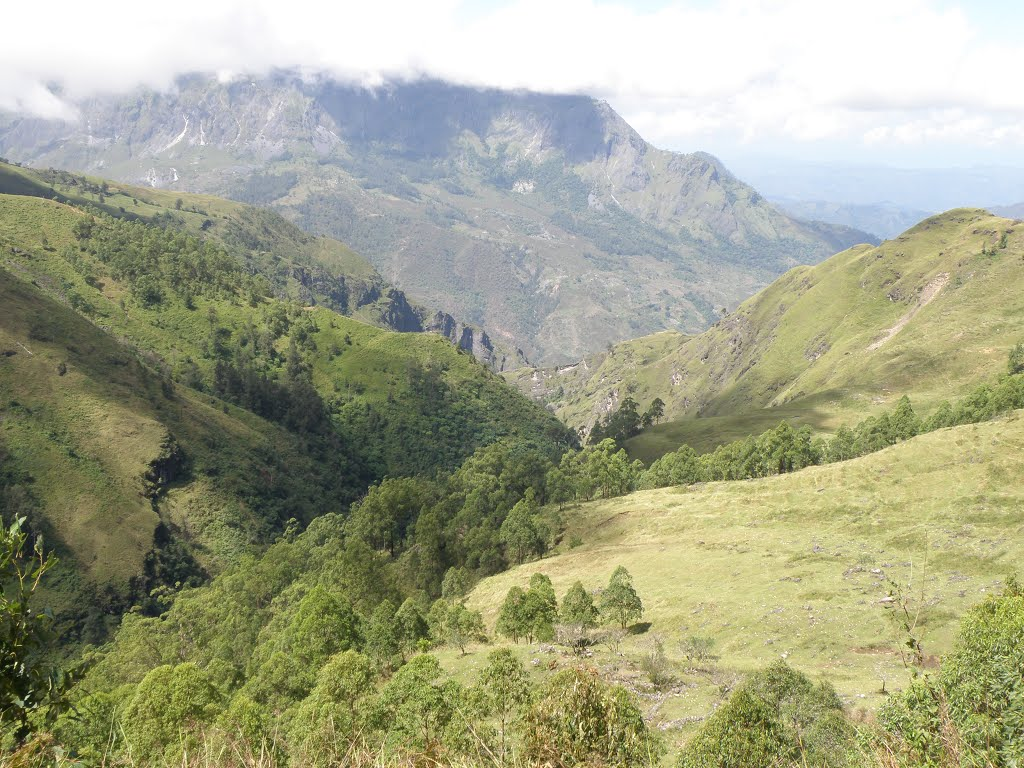
Parque nacional Kay Rala Xanana Gusmão

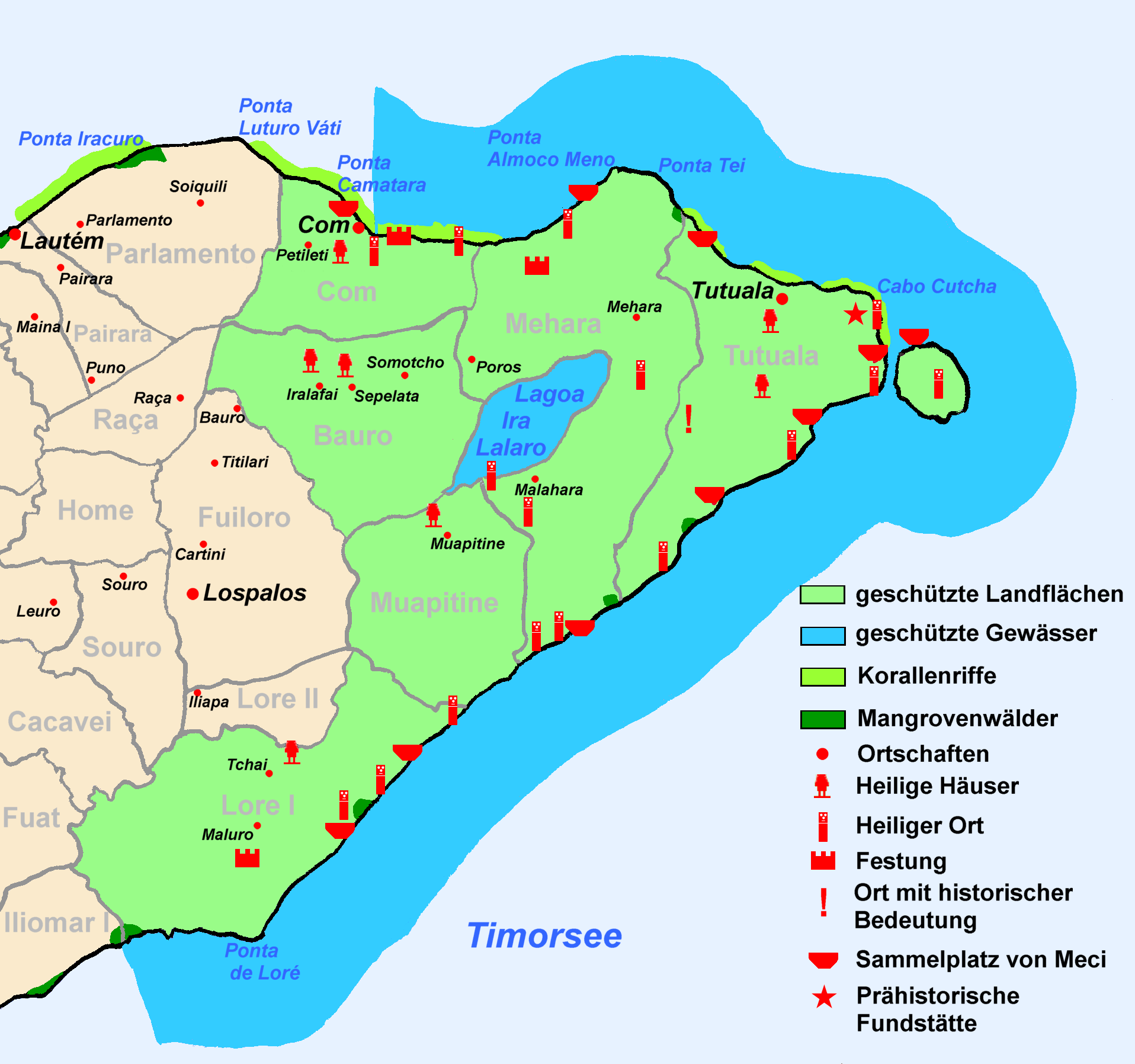
Parque nacional Nino Konis Santana

En Timor Oriental, situado justo al sur del ecuador, el clima es tropical, cálido todo el año, con una estación lluviosa de diciembre a marzo y una seca de junio a septiembre. Las temperaturas son elevadas y uniformes todo el año, algo más altas de octubre a mayo.
Las lluvias no son excesivas para su latitud, con medias de 1200 a 1400 mm y zonas con menos de 1000 mm, como Dili, en la costa norte, donde la media apenas supera los 900 mm, con máximos de más de 100 mm entre diciembre y abril y mínimos de 10 mm en agosto y septiembre. Las temperatura en Dili oscilan entre los 21-30.oC en agosto y los 24-32.oC en septiembre.
Puede haber ciclones entre noviembre mayo, y con más frecuencia entre enero y mediados de abril. En las montañas, por ejemplo, en el monte Ramelau o Tatamailau, de 2986 m de altura, las temperaturas bajan por las noches y las tormentas son más numerosas. A 600 m de altura, en la base del monte, las lluvias oscilan entre menos de 10 mm entre julio y septiembre y los 425 mm de diciembre. Se superan los 300 mm entre diciembre y marzo, con una media cercana a los 1900 mm anuales.
La temperatura del mar oscila entre 27.oC en agosto y 30.oC en diciembre.

## Economía
El valor más importante de Timor Oriental es la producción de hidrocarburos, concretamente gas natural en mar abierto, seguido de la exportación de mármol. La agricultura emplea a la mayor parte de la población, con productos como maíz, arroz, mandioca, boniatos, judías secas, cocos y café. En cuanto a la producción industrial, textiles, prendas de ropa, artesanías (cerámica, madera, marfil y café procesado. En Ambeno se produce sándalo.

## Población

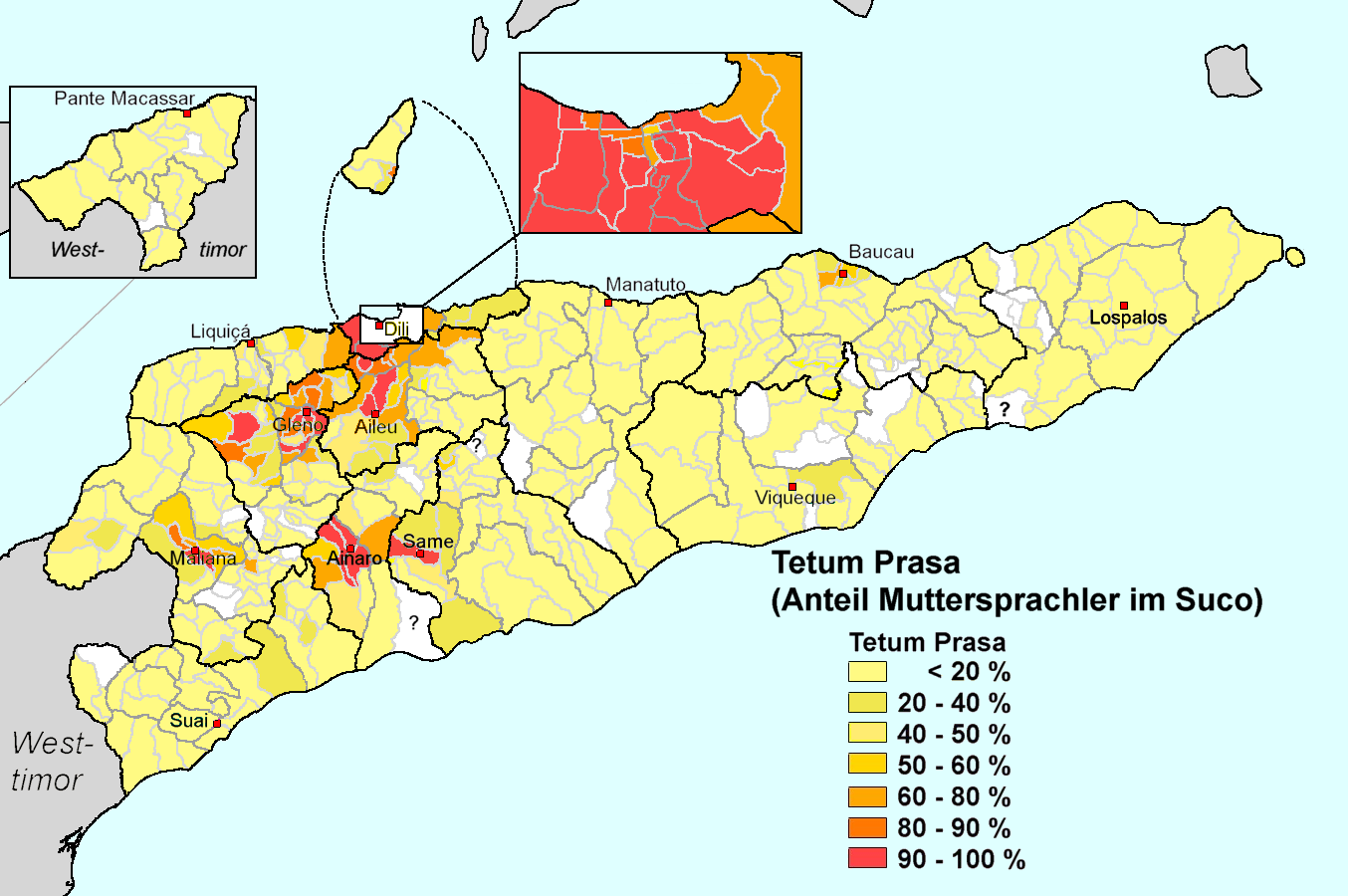
Porcentaje de población que habla el idioma tetun (prasa), la principal lengua de Timor Oriental.

En Timor Oriental, la población estimada en 2020 era de 1.320.000-1.390.000 habitantes (860.000 en 2000), con un incremento anual del 2-2,2%, y una fertilidad de 4,1-4,4 hijos por mujer. La esperanza de vida es de 70,2 años, siendo la de las mujeres de 72,4 años y la de los hombres de 68,1 años. La mortalidad infantil es de 31,6 niños por cada 1000 nacidos y de 39,6 por 1000 desde el nacimiento hasta los 5 años. El 32,4% de la población es urbana, con una densidad de 87 hab/km².
La edad media de la población de Timor Oriental es de 19,6 años. Las lenguas que se hablan son el tetun prasa (30,6%, oficial junto con el portugués), el mambai (16,6%), el makasae (10,5%), el tetun terik (6,1%), el baikenu (5,9%), el kemak (5,8%), el bunak (5,5%), el tokodede (4%), el fataluco (3,5%), el waima'a o waimoa (1,8%), el galoli (1,4%), el naueti (1,4%), el idate (1,2%), el midiki (1,2%) y otras, el 4,5%.
Los principales grupos étnicos son los tetun (unos 100.000), que viven principalmente en torno a la capital, Dili, seguidos de los mambai (unos 82.000), que viven en las montañas centrales, los tokodede (unos 64.000) en Liquiçá y Maubara. Otros grupos malayo polinesios incluyen los galoli, los kemak y los baikeno. Los mayores grupos de origen papuano son los bunak (unos 85.000), los fataluku (unos 45.000) y los makasae (unos 75.000). También hay una población mestiza de portugueses y timoreses, y una población no nativa de chinos (unos 6000 en 2017), indonesios y de otros países vecinos de Asia.

## Áreas protegidas
Según la IUCN, en Timor Oriental hay 46 zonas protegidas, 2400 km², el 16% del área terrestre de 15.007 km², y 583 km² de áreas marinas, el 1,36% de la superficie que corresponde al país, de 42.501 km². De estas, 2 son parques nacionales, 41 son áreas protegidas, 1 es una reserva forestal y 2 son reservas naturales marinas.
- Parque nacional Nino Konis Santana, 716 km²
- Parque nacional Kay Rala Xanana Gusmão, 92,31 km²

- Reserva forestal de Tilomar, 57 km², en el sudoeste.

## Datos geográficos
Coordenadas geográficas
8°50′S 125°55′E / -8.833, 125.917
Ubicación
Sudeste asiático
Área
- Total: 15.007 km²
- Tierra: ND km²
- Aguas: ND km²

Fronteras terrestres
- Total: 228 km
- Países limítrofes: Indonesia (228 km)

Litoral
706 km
Clima
Tropical; cálido, húmedo; alternancia de estación seca y lluviosa
Características del terreno
Mayormente montañoso
Extremos de elevación
- Punto más bajo: Mar de Timor, Mar de Savu, y Mar de Banda (0 m)

- Punto más alto: Foho Tatamailau (2.963 m)

Recursos naturales
Oro, petróleo, gas natural, manganeso, mármol
Tierra irrigada
1.065 km² (est.)
Amenazas naturales
Inundaciones y deslizamientos de tierra son más comunes; terremotos, tsunamis, ciclones tropicales